# Luz Rios
Luz Rios (* 2. Juni 1976 in Cuernavaca, Morelos) ist eine mexikanische Singer-Songwriterin. 

## Leben
Luz Rios wurde als siebtes Kind von insgesamt zehn Geschwistern geboren. 
Im Alter von 15 Jahren gründete Luz mit 4 ihrer Geschwister eine Band, die nach dem Bundesstaat ihrer Herkunft den Namen Morelos Show erhielt. In dieser Band fungierte Luz als Hauptsängerin und Schlagzeugerin. Die Band hatte bald einen gewissen Bekanntheitsgrad in der Region und wurde häufig zu besonderen Anlässen, wie Geburtstagen, Quinceañeras, Hochzeits- und Betriebsfeiern eingeladen. 
Nach etwa drei Jahren begann Luz ihre Solokarriere und veröffentlichte 1999 ihr erstes Album mit dem Titel Ayer, Hoy y Siempre. Der Durchbruch gelang ihr mit dem 2008 publizierten Album Aire, das eine Nominierung für den Grammy erhielt. Der von ihr verfasste gleichnamige Titelsong erreichte Platz 32 der Billboard-Hitparade.

## Privates
Luz Rios ist mit dem Unternehmer Richard Carpenter verheiratet und brachte am 23. Oktober 2014 ihren Sohn Benjamín zur Welt.

## Alben
- 1999: Ayer, Hoy Y Siempre
- 2004: De Mi Corazón
- 2005: Luz Rios
- 2008: Aire
- 2009: Humano
- 2013: México Te Llevo En El Alma